# Годдэй, Джеймс
Джеймс Годдэй (англ. James Godday, 9 января 1984) — нигерийский легкоатлет, призёр Олимпийских игр.
Джеймс Годдэй родился в 1984 году в Кадуне. В 2004 году на Олимпийских играх в Афинах стал бронзовым призёром в эстафете 4×400 м. В 2008 году принял участие в Олимпийских играх в Пекине, но не завоевал медалей.